# Toploader (Band)
Toploader ist eine fünfköpfige britische Rockband, die 1997 in Eastbourne, England gegründet wurde. Mit ihrem Debütalbum Onka’s Big Moka stieg die Formation im Sommer 2000 in die Riege der bekanntesten britischen Alternative-Rock-Bands auf.

## Geschichte und Karriere
Ihr größter Hit war Dancing in the Moonlight, ihre im Jahr 2000 veröffentlichte Version des gleichnamigen Liedes von King Harvest aus dem Jahr 1973. Der Song ist auch im Film A Walk to Remember mit Shane West und Mandy Moore zu hören und wurde ebenfalls auf dem Soundtrack zu dem Film veröffentlicht. 
Ihre Popularität schwand aber rapide, als Bands wie Coldplay oder Muse den Sound der alternativen Szene nachhaltig veränderten. 
2003 löste sich die Band auf, kam aber 2009 wieder zusammen. 2011 erschien das Album Only Human. Nach einer weiteren 6-jährigen Schaffenspause meldete sich die Band am 18. August 2017 mit dem neuen Album Seeing Stars zurück.

## Bandmitglieder
- Joseph Washbourn (* 24. Dezember 1975 in Sidcup, London)
- Daniel Hipgrave (* 5. August 1975 in Brighton)
- Julian Deane (* 31. März 1971 in Bristol)
- Matthew Knight (* 18. November 1972 in Portsmouth)
- Rob Green (* 24. Oktober 1969 in London)

## Diskografie

### Studioalben
| Jahr | Titel           | Höchstplatzierung, Gesamtwochen, AuszeichnungChartplatzierungen (Jahr, Titel, Platzierungen, Wochen, Auszeichnungen, Anmerkungen) | Höchstplatzierung, Gesamtwochen, AuszeichnungChartplatzierungen (Jahr, Titel, Platzierungen, Wochen, Auszeichnungen, Anmerkungen) | Höchstplatzierung, Gesamtwochen, AuszeichnungChartplatzierungen (Jahr, Titel, Platzierungen, Wochen, Auszeichnungen, Anmerkungen) | Anmerkungen                             |
| Jahr | Titel           | DE | CH | UK | Anmerkungen                             |
| ---- | --------------- | --- | --- | --- | --------------------------------------- |
| 1999 | Onka’s Big Moka | DE43 (11 Wo.)DE | CH85 (6 Wo.)CH | UK4 ×3Dreifachplatin · (61 Wo.)UK                                                                                                 | Erstveröffentlichung: 11. November 1999 |
| 2002 | Magic Hotel     | — | — | UK3 Silber · (5 Wo.)UK | Erstveröffentlichung: 19. August 2002   |
| 2011 | Only Human      | — | — | — | Erstveröffentlichung: 6. Juni 2011      |
| 2017 | Seeing Stars    | — | — | — | Erstveröffentlichung: 12. Mai 2017      |

### Kompilationen
- 2009: Dancing in the Moonlight – The Best of Toploader
- 2021: Greatest Hits

### EPs
- 1998: Toploader
- 2011: 4 Hits
- 2013: Turn It Around

### Singles
| Jahr | Titel Album                              | Höchstplatzierung, Gesamtwochen, AuszeichnungChartplatzierungen (Jahr, Titel, Album, Platzierungen, Wochen, Auszeichnungen, Anmerkungen) | Höchstplatzierung, Gesamtwochen, AuszeichnungChartplatzierungen (Jahr, Titel, Album, Platzierungen, Wochen, Auszeichnungen, Anmerkungen) | Höchstplatzierung, Gesamtwochen, AuszeichnungChartplatzierungen (Jahr, Titel, Album, Platzierungen, Wochen, Auszeichnungen, Anmerkungen) | Anmerkungen                                                                        |
| Jahr | Titel Album                              | DE | CH | UK | Anmerkungen                                                                        |
| ---- | ---------------------------------------- | --- | --- | --- | ---------------------------------------------------------------------------------- |
| 1999 | Achilles Heel Onka’s Big Moka            | DE90 (1 Wo.)DE | — | UK8 (9 Wo.)UK | Erstveröffentlichung: Mai 1999 Autor: Joseph Washbourn                             |
| 1999 | Let the People Know Onka’s Big Moka      | — | — | UK52 (2 Wo.)UK | Erstveröffentlichung: Juli 1999 Autor: Joseph Washbourn                            |
| 2000 | Dancing in the Moonlight Onka’s Big Moka | DE15 Platin · (18 Wo.)DE | CH53 (14 Wo.)CH | UK7 ×5Fünffachplatin · (40 Wo.)UK | Erstveröffentlichung: 21. Februar 2000 Autor: Sherman Kelly Original: Boffalongo   |
| 2000 | Just Hold On Onka’s Big Moka             | — | — | UK20 (8 Wo.)UK | Erstveröffentlichung: August 2000 Autoren: Dave Smith, Mike Terry, Tim Woodcock    |
| 2001 | Only for a While Onka’s Big Moka         | — | — | UK19 (6 Wo.)UK | Erstveröffentlichung: April 2001 Autor: Joseph Washbourn                           |
| 2002 | Time of My Life Magic Hotel              | — | — | UK18 (7 Wo.)UK | Erstveröffentlichung: August 2002 Autor: Joseph Washbourn                          |
| 2002 | Some Kind of Wonderful Magic Hotel       | — | — | UK76 (1 Wo.)UK | Erstveröffentlichung: Oktober 2002 Autor: John Ellison Original: Soul Brothers Six |

Weitere Singles
- 2010: Never Stop Wondering
- 2010: She Said
- 2011: A Balance to All Things
- 2013: Turn It Around
- 2013: This Is the Night
- 2017: Roll with the Punches

## Auszeichnungen für Musikverkäufe
| Goldene Schallplatte - Australien - 2001: für die Single Dancing in the Moonlight - Neuseeland - 2023: für das Album Onka’s Big Moka Platin-Schallplatte - Europa - 2001: für das Album Onka’s Big Moka - Italien - 2024: für die Single Dancing in the Moonlight - Spanien - 2024: für die Single Dancing in the Moonlight | 2× Platin-Schallplatte - Dänemark - 2023: für die Single Dancing in the Moonlight 6× Platin-Schallplatte - Neuseeland - 2024: für die Single Dancing in the Moonlight |

Anmerkung: Auszeichnungen in Ländern aus den Charttabellen bzw. Chartboxen sind in ebendiesen zu finden.
| Land/RegionAuszeichnungen für Musikverkäufe (Land/Region, Auszeichnungen, Verkäufe, Quellen) | Silber  | Gold     | Platin       | Verkäufe    | Quellen              |
| -------------------------------------------------------------------------------------------- | ------- | -------- | ------------ | ----------- | -------------------- |
| Australien (ARIA)                                                                            | —       | Gold1    | —            | 35.000      | aria.com.au          |
| Dänemark (IFPI)                                                                              | —       | —        | 2× Platin2   | 180.000     | ifpi.dk              |
| Deutschland (BVMI)                                                                           | —       | —        | Platin1      | 500.000     | musikindustrie.de    |
| Europa (IFPI)                                                                                | —       | —        | Platin1      | (1.000.000) | ifpi.org             |
| Italien (FIMI)                                                                               | —       | —        | Platin1      | 100.000     | fimi.it              |
| Neuseeland (RMNZ)                                                                            | —       | Gold1    | 6× Platin6   | 217.500     | radioscope.co.nz NZ2 |
| Spanien (Promusicae)                                                                         | —       | —        | Platin1      | 60.000      | elportaldemusica.es  |
| Vereinigtes Königreich (BPI)                                                                 | Silber1 | —        | 8× Platin8   | 3.960.000   | bpi.co.uk            |
| Insgesamt                                                                                    | Silber1 | 2× Gold2 | 20× Platin20 |             |                      |